# Xenokrates
Xenokrates (født ca. 396 f.Kr., død ca. 314 f.Kr.) var en græsk filosof og en af Platons elever og efterfølgere. Han var fattig, men meget veltalende. Han talte så godt for sig, siges det, at en fuld ung mand (Polemon), blev så imponeret af Xenokrates tale at han umiddelbart blev afholdsmand resten af sit liv og begyndte at studere filosofi og efterfulgte Xenokrates som forstander for Platons akademi. Xenokrates delte filosofien ind i logik (dialektik), fysik (naturfilosofi) og etik. Han anses ofte for at være den første der forsøgte at skelne mellem sindet, kroppen og sjælen. Han hævdede, at virkeligheden er en kombination af erkendelse, kundskab og opfattelse.
| filosofi | Spire Denne filosofiartikel er en spire som bør udbygges. Du er velkommen til at hjælpe Wikipedia ved at udvide den. |